# الطيب بنونة
الطيب بنونة (ولد في فاتح صفر 1329، الموافق فاتح فبراير سنة 1911 - توفي 4 مارس 1981م تطوان) كاتب، سياسي وناشط في الحركة الوطنية المغربية، شغل عدة مناصب دبلوماسية.

## نشأته وتعليمه
وُلِد الطيب بنونة بتطوان من أبوين هما الزعيم الوطني الحاج عبد السلام بنونة، والسيدة خديجة بنت الحاج محمد الخطيب.
ابتدأ تعليمه في عهد لم تكن فيه مدارس على النمط العصري، فقرأ القرآن الكريم في الكتاتيب التطوانية، ودرس اللغة العربية والدين الإسلامي على مجموعة من علماء تطوان، مثل الزواقي، والرهوني، واللواجري، والكحاك، والقاسمي، والخطيب.
وعندما أُسست المدرسة الأهلية سنة 1925، كان من أوائل طلابها، فتلقى التعليم العصري على أساتذتها، وفي مقدمتهم محمد داود، ووالده الحاج عبد السلام بنونة، وعمه الحاج امحمد بنونة، ومحمد النبخوت، وأحمد الفرطاخ.
وفي أواخر سنة 1927، انتقل للدراسة في فاس، والتحق بحلقات العلم في القرويين، فدرس على مجموعة من العلماء، مثل ابن العربي العلوي، وأقصبي، وأحمد بن الحاج، وبن العباس بناني، والحسين العراقي، وغيرهم.
وعندما قرر والده إيفاد بعثات إلى الشرق، كان الطيب في أول بعثة خرجت من تطوان في أكتوبر سنة 1928 إلى نابلس بفلسطين، فتلقى دروسه الثانوية بمدرسة النجاح الوطنية وتتلمذ على يد الشاعر إبراهيم طوقان، والأستاذ أكرم زعيتر، والرياضي قدري طوقان، والدكتور عمر فروخ، والشيخ عبد الحميد السائح، وغيرهم من مشاهير الأساتذة. نال الشهادة الثانوية سنة 1932 بتفوق، ومكنته هذه الشهادة من الالتحاق بالكلية السورية البروتسنانتية.
منعته سلطة الاحتلال الفرنسي من دخول لبنان للدراسة في الكلية السورية البروتسنانتية لما كانت تكنه لوالده من العداء، فالتحق بالسنة الأولى من قسم الهندسة بالجامعة الأمريكية بالقاهرة. ومنها انتقل إلى الجامعة الأمريكية في إسطنبول (روبرت كوليج)، حيث درس سنتين في كلية الهندسة الميكانيكية الكهربائية.
وفي سنة 1935، توفي والده الحاج عبد السلام بنونة، فاضطر أن يعود إلى مسقط رأسه ليشرف على شؤون العائلة وتربية إخوته الثمانية الصغار.

## نشاطه السياسي في المشرق العربي
حضر المؤتمر الإسلامي العام بالقدس كمراقب سنة 1931، وكان عضوًا في عدد من الجمعيات والهيئات بالشرق العربي أثناء دراسته في نابلس والقاهرة. كما ساهم بجهوده في الكتابة بالصحف العربية عن القضية المغربية، وكان أول من ألقى محاضرة في نادي جمعية الشبان المسلمين للتعريف بالمغرب وتاريخه ووضعيته.

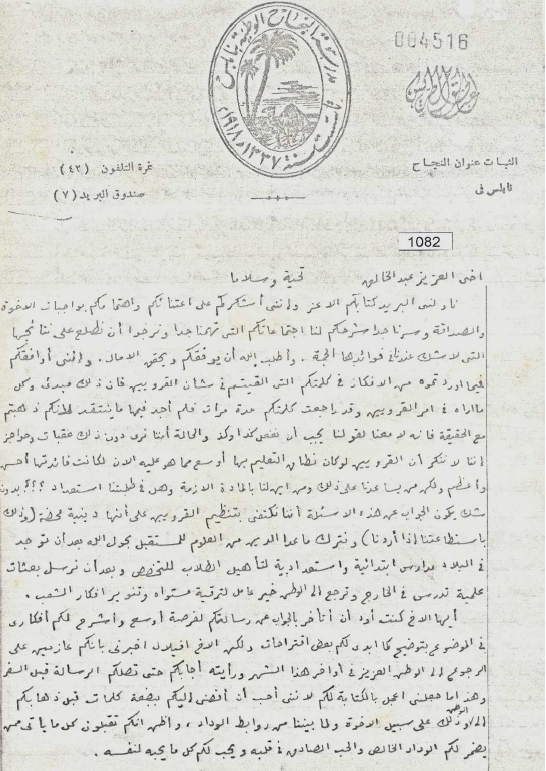
رسالة من السيد الطيب بنونة المتواجد بنابلس للسيد عبد الخالق الطريس المتواجد بالقاهرة

تحت وطأة المستعمرين، ساهم في الخطابة بمختلف المناسبات، وظل يتواصل باستمرار مع القادة والزعماء السياسيين، ناشرًا قضية المغرب العادلة، مدافعًا عن وطنه، وكاشفًا مكائد الاستعمار في وقت كانت فيه الآذان العربية مغلقة، والقضية المغربية شبه مجهولة.

## نشاطه السياسي في المغرب
اشترك الطيب مع عمه الحاج امحمد سنة 1926 في اجتماعات الجماعة الوطنية الأولى من شباب الرباط، وكان له حظ ودور في ربط الصلات الروحية بينهم وبين جماعة تطوان. عند عودته سنة 1935 إلى المغرب، انضم إلى الكتلة الوطنية في الشمال وشغل مكان والده كعضو فيها، وعمل جنبًا إلى جنب مع الزعيم عبد الخالق الطريس في الحركة الوطنية. ساهم مع زملائه في وضع قوانين الكتلة التي انتخبت الطريس رئيسًا لها. وكان من بين مؤسسي أول مدرسة ثانوية في تطوان (المعهد الحر)، وشارك بفعالية في اللجنة التي أسست حزب الإصلاح الوطني (أول حزب وطني في تاريخ المغرب). شغل منصبًا في لجنته التنفيذية، وأدى دورًا قياديًا في فرق الفتيان التي نظمها الحزب.
عمل مديرًا لشركة التعاون الصناعية، وأيضًا مديرًا للمعهد الحر. رافق بعثة المعهد إلى القاهرة، وبذل جهودًا مع الحكومة المصرية لإدماج أعضائها في الكليات والمعاهد العليا، حيث أصبح بعضهم أطباء، ومهندسين، ومعلمين. شارك مع الطريس في المؤتمر البرلماني للدفاع عن فلسطين المنعقد بالقاهرة سنة 1938. قام بتدريس التعليم الثانوي الحر تطوعًا لعدة سنوات، وتم تعيينه عضوًا في المجلس الأعلى للتعليم الإسلامي، حيث ساهم في وضع خطة التعليم بمنطقة الشمال.
ناضل كأحد رموز الحركة الوطنية في الشمال، مستخدمًا قلمه وخطبه ومقالاته في الصحافة الوطنية، وكان يدير جريدة "الأمة". كتب عريضة المطالبة بالاستقلال سنة 1943 ووقعها مع أعضاء لجنة الحزب، وتولى مهام الطريس في إدارة شؤون الحزب أثناء غيابه في المشرق. كما كان حلقة الوصل بين حزبي الإصلاح الوطني والاستقلال.

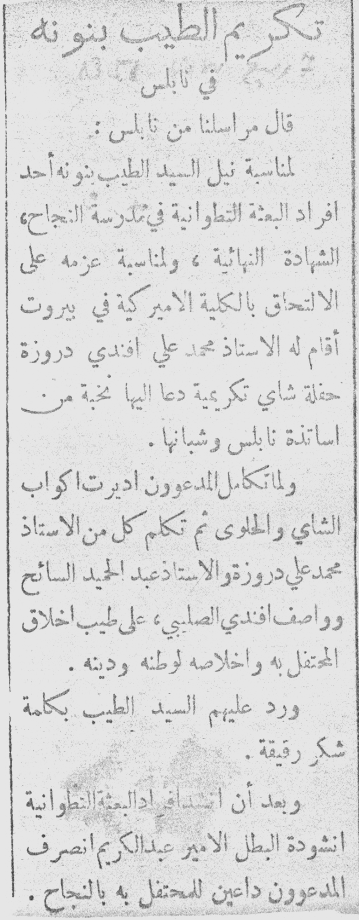
مقطع لصحيفة الجامعة العربية عدد 863 حول تكريم الطيب بنونة بنابلس

بين عامي 1946 و1953، قام بزيارات سرية متكررة للسلطان محمد الخامس، للتشاور معه باسم حزب الإصلاح الوطني، وإطلاعه على نشاطات الحزب داخليًا وخارجيًا، واستقبال توجيهاته وإرشاداته. وقد كان أول من عرف برغبة السلطان في زيارة طنجة. كما حضر لقاء السلطان بالمقيم العام جوان بتاريخ 27 يناير 1951، حيث كلفه السلطان بإبلاغ تفاصيل الاجتماع والتهديدات الموجهة له إلى زملائه في طنجة فورًا لنشرها على المستوى الدولي.
نفاه الاحتلال الإسباني من تطوان سنة 1948 إلى المنطقة الدولية بطنجة برفقة الأستاذ عبد الخالق الطريس، وبقي في المنفى لمدة أربع سنوات.
أوفده حزب الإصلاح الوطني إلى القاهرة سنة 1951، حيث عمل في الجامعة العربية بالتعاون مع ممثلي الأحزاب الوطنية المغربية: علال الفاسي، ومحمد بن الحسن الوزاني، وأحمد بن سودة في تقديم الوثائق المتعلقة بالقضية المغربية للأمين العام للجامعة العربية ومساعديه، ودراسة القضية قبل عرضها على هيئة الأمم المتحدة. شارك بنونة بنشاط فعال ضمن مكتب المغرب العربي بالقاهرة
بعد انتهاء فترة نفيه، عاد إلى تطوان في أبريل 1952 واستأنف نشاطه السياسي كأمين عام لحزب الإصلاح الوطني، وهو المنصب الذي شغله منذ سنة 1938 وحتى سنة 1956.
في سنة 1953، اعتقلته السلطات الإسبانية برفقة الأستاذ محمد بن محمد الخطيب، وحاكمته بتهمة تقديم شكاوى وتفاصيل عن أوضاع المنطقة إلى هيئة الأمم المتحدة. صدر الحكم عليه بالسجن والنفي لمدة عشر سنوات، لكنه شمله عفو من الخليفة السلطاني، مما أتاح له العودة إلى العمل الوطني.
عمل الطيب بنونة جنبًا إلى جنب مع الأستاذ عبد الخالق الطريس في دعم المقاومة المغربية، وتقديم المساعدة للفدائيين اللاجئين بتطوان، وإمداد المقاومة بالمال والأسلحة. كما كان أمينًا لصندوق جمع التبرعات المالية والمجوهرات من مختلف أنحاء الشمال لدعم القضية الوطنية.
بعد إدماج حزب الإصلاح الوطني في حزب الاستقلال، تولى منصب مفتش عام لمنطقة الشمال. وفي 30 يوليو 1956، عُين كأول عامل على إقليم تطوان، وساهم خلال فترة الجلاء في تحقيق الوحدة والإدماج. في حفل رسمي كبير بساحة الفدان، وشّح الملك محمد الخامس عنقه بالوسام العلوي من درجة كومندور، تكريمًا لجهوده.

## نشاطه الديبلوماسي
وفي 2 يوليو 1958، عينه الملك محمد الخامس سفيرًا لجلالته في مدريد. نظرًا لأهمية هذه السفارة، لعب السفير بنونة دورًا محوريًا في خدمة بلاده وحل عدد من الأزمات بين المغرب وإسبانيا. تجدر الإشارة إلى أن بنونة، خلال فترة عمله كعامل في تطوان وسفير في مدريد، كان من الشخصيات الموثوقة لدى محمد الخامس لدعم القضية الجزائرية.

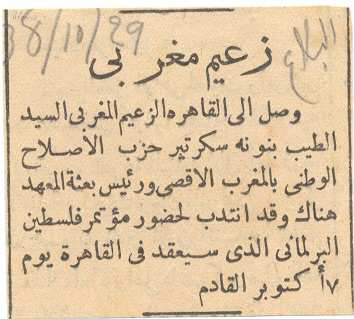
مقتطع من جريدة البلاغ بتاريخ 29-9-1938

في 5 شتنبر 1961، أنهى بنونة مهمته كسفير في إسبانيا. ومنحه الجنرال فرانكو بهذه المناسبة "وسام الحمالة الكبرى" (كران كروس دي إيسابيل لا كاتوليكا) تكريمًا له.
بعد عودته إلى المغرب، كُلِّف بإدارة قسم آسيا والشرق في وزارة الخارجية بالرباط. وفي 29 فبراير 1962، عينه الملك الحسن الثاني سفيرًا لدى البلاط الشاهنشاهي بإيران. أسندت إليه، بجانب سفارته في إيران، أعباء السفارة في تركيا. قام بدور مهم في تعزيز روابط الأخوة الإسلامية بين القطرين الشقيقين والمملكة المغربية، فقلده الملك بهذه المناسبة وسام العرش من درجة ضابط.
انتهت مهمته كسفير لبلاده في إيران وتركيا في أواخر سنة 1964، حيث قلده شاه ايران محمد رضا بهلوي وسام الحمالة الكبرى لوسام بهلوي. اختتمت مسيرته الدبلوماسية بتلقيه رسالة رسمية من وزير الخارجية أعرب فيها عن رضا الملك وثنائه على جهوده وإخلاصه خلال فترة خدمته في الحكومة المغربية.
في سنة 1965، عاد للاستقرار في تطوان مبتعدًا عن النشاط السياسي والمناصب الحكومية، بسبب تدهور حالته الصحية التي لم تعد تسمح له بمواصلة العمل الرسمي. ومع ذلك، شغل نفسه بعضوية أو رئاسة مجالس إدارية في شركات صناعية وتجارية وسياحية وفلاحية. فقد كان دائمًا، خاصة خلال فترات عدم توظيفه في الحكومة، يمارس التجارة والصناعة والفلاحة لكسب العيش.
انتمى إلى نادي الليونز وتولى رئاسته في تطوان. وفي السنوات الأخيرة من حياته، كرس وقته للمطالعة، لا سيما دراسة التفاسير القرآنية في جلسات في بيته جمعته مع عدد من العلماء والمهتمين، كما انشغل بجمع الوثائق والمعلومات والمذكرات التي احتوتها خزانته، والتي تناولت الحركة الوطنية المغربية، ونشاطه خلال سنوات الكفاح الوطني قبل الاستقلال وبعده، وكذلك خلال فترة المهام الرسمية.
شارك بين الحين والآخر في إلقاء محاضرات وكتابة مقالات في الصحف عن تاريخ الحركة الوطنية. وفي مؤتمر حزب الاستقلال سنة 1978، قرر المؤتمر تعيينه عضوًا شرفيًا مدى الحياة في المجلس الوطني للحزب.

## وفاته
توفي الطيب بنونة بتاريخ 4 مارس 1981 ودفن في تطوان قرب والده في حارة الجنوي.